# Bill Wells
Bill Wells (Falkirk, c. 1963) es un bajista, pianista, guitarrista y compositor escocés.
Es más conocido por su grupo Bill Wells Octeto, desde principios de 1990, pero ha tocado y grabado en una amplia gama de entornos, incluyendo colaboraciones con The Pastels, Maher Salal Hash Baz, conocido como Future Pilot Lol Coxhill, Isobel Campbell , Barbara Morgenstern y recientemente Aidan Moffat. También ha jugado en pistas de Kevin Ayers, V Twin y Duglas T. Stewart.

## Biografía
Wells es completamente autodidacta, y comenzó a actuar en clubes en Escocia a finales de 1980. Él comenzó a arreglar su propia obra y en un principio ofreció presentaciones a Bobby Wishart, pero cuando Wishart declinó la oferta, Wells formó su propio Bill Wells Octeto, donde incluyó a Lindsay Cooper, Alastair Morrow, Robert Henderson, John Longbotham, Phil y Tom Bancroft., y su Big Band que entró en los concursos de la BBC Big Band de 1992 y 1993 para la grabación de un CD en la Sociedad de Músicos en Glasgow. El estilo de jazz experimental de Wells toma influencias de Brian Wilson, Burt Bacharach, Gil Evans y Charles Mingus.

## Discografía

### Con Phantom Engineer
- Phantom Engineer (1996)

### Con Future Pilot A.K.A.
- The Bill Wells Octet Vs. Future Pilot A.K.A. (1999) Domino

### The Bill Wells Trio
- Incorrect Practice (2000) Geographic
- Also in White (2002) Geographic

### Con Isobel Campbell
- Ghost of Yesterday (2002) Creeping Bent

### Con Maher Shalal Hash Baz
- GOK (2009) Geographic

### Con Aidan Moffat
- Everything's Getting Older (2011)